# Mus (Francia)
Mus è un comune francese di 1 311 abitanti situato nel dipartimento del Gard, nella regione dell'Occitania.

## Società

### Evoluzione demografica
Abitanti censiti